# Liman de Khadjider
Ne doit pas être confondu avec Estuaire de Khadjibeï.

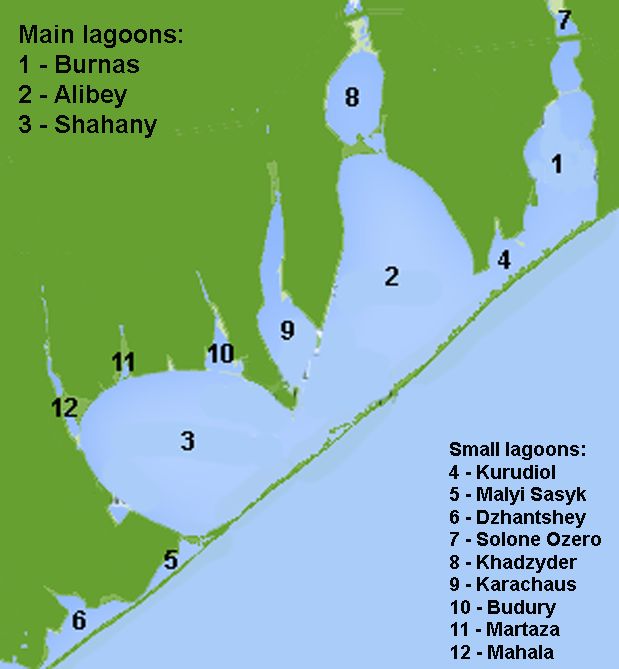
Carte des lagunes de Tuzly

Le Liman de Khadjider ou Lagunes de Khadjider (ukrainien : Хаджидер, roumain : Lacul Hagider) est une lagunes maritime (liman) sur la côte nord de la Mer Noire, dans le Raïon de Tatarbounary de l'Oblast d'Odessa, en Ukraine. Il est séparé du liman d'Alibeï par une banc de sable. Deux cours d'eau l'alimente Khadjider et la rivière Glyboque l'alimentent. La longueur du lac est de 4 km, sa largeur de 2,5 km, sa superficie de 80,3 km2.
Un « liman » (du grec médiéval λιμάνι : « abri côtier ») n'est pas un estuaire mais une lagune, séparée de la mer par un cordon littoral, et dans laquelle peuvent se verser (ou non) des cours d'eau.

## Toponymie
« La vallée du Hajji »
- Hajj (turc : titre honorifique à une personne qui a accompli le pèlerinage Hajj à la Mecque), Hajj  (arabe : حج hajj) est un pèlerinage musulman.
- Dere (tatar : valley)

## Sources
- Pour la toponymie : Микола Тимофійович Янко, Топонімічний словник України: Словник-довідник. — К.: « Знання (видавнивцтво)|Знання », 1998.